# Greiner Jenő
Greiner Jenő (Szentlőrinc, 1865 – Budapest, Terézváros, 1917. december 8.) újságíró.

## Élete
Greiner Mór (1837–1929) kereskedő, háztulajdonos és Fried Hermina (1844–1910) gyermekeként született zsidó családban. Tanulmányait szülővárosában kezdte. Középiskolai tanulmányait a Ciszterci Rend Pécsi Katolikus Főgimnáziumában (1875–76), a Budapesti Ágostai Hitvallású Evangélikus Főgimnáziumban (1877–78), majd a Budapesti Református Főgimnáziumban (1879–80) végezte. Egyetemistaként az Egyetértés munkatársa volt. A függetlenség párti lap megszűnése után különböző szerkesztőségekben működött. 1902. novemberben Ellenőr címmel közgazdasági hetilapot indított, mely később megszűnt. 1906 áprilisában ugyanezzel a címmel gazdasági és szociálpolitikai szemlét alapított. 1916-tól haláláig a Magyarország vezércikkírója volt. Ady Endre társaságához tartozott. Főleg közgazdasági kérdésekkel foglalkozott, de igen sok politikai vezércikket is írt.
A Kozma utcai izraelita temetőben nyugszik. Temetésén képviseltette magát a Budapesti Újságírók Egyesülete, a Hírlapírók Nyugdíjintézete, az Otthon-Kör és a Magyarország szerkesztősége. A szertartást Adler Illés rabbi végezte.

## Írásai
- A modern banküzletről (Nyugat, 1908, 1. szám)
- A szén (Magyar Ipar, 1908, 9. szám)